# اچ‌ام‌اس آلبیون (آر۰۷)
اچ‌ام‌اس آلبیون (آر۰۷) (به انگلیسی: HMS Albion (R07)) یک کشتی بود که طول آن ۷۳۷٫۷۵ فوت (۲۲۴٫۸۷ متر) بود. این کشتی در سال ۱۹۴۷ ساخته شد.